# كيث كوين
كيث كوين (بالإنجليزية: Keith Quinn) (22 سبتمبر 1988 بدبلن في جمهورية أيرلندا - ) هو لاعب كرة قدم أيرلندي في مركز الوسط. لعب مع سنترال كوست مارينرز وشيفيلد يونايتد ونادي شيلبورن ونادي كورك سيتي وووترفورد يونايتد وSporting Fingal F.C. ‏ ولونغفورد تاون ‏ وBluebell United F.C. ‏ وMonaghan United F.C. ‏.

## وصلات خارجية
- كيث كوين على موقع قاعدة بيانات كرة القدم.إي يو (الإنجليزية)